# Isabella (Orlando furioso)
Isabella è un personaggio dell'Orlando furioso di Ludovico Ariosto.

## Il personaggio
Figlia di Maricoldo, il re saraceno di Galizia, Isabella si innamora - ricambiata - del giovane eroe cristiano Zerbino, principe di Scozia, uno dei partecipanti alla Giostra di Baiona organizzata dal sovrano. Durante la Giostra ogni ostilità tra cristiani e saraceni cessa e i cavalieri gareggiano in armonia per dimostrare chi è il migliore, il più abile, il più valoroso.
I due giovani possono dunque trascorrere alcuni giorni sereni. Ma al termine della Giostra, Zerbino deve tornare in Scozia. Vorrebbe portare con sé Isabella ma non può, in quanto deve andare in Frisia a combattere. Decide quindi che Isabella lo raggiungerà in seguito facendosi accompagnare da Odorico di Biscaglia, un amico di Zerbino.
Canto XIII
13
[...]
"E cosí venne il giorno disïato,
che dentro il mio giardin lasciai trovarmi.
Odorico la notte, accompagnato
di gente valorosa all’acqua e all’armi,
smontò ad un fiume alla cittá vicino,
e venne chetamente al mio giardino.
14
  [...]  Quindi fui tratta alla galea spalmata,
prima che la cittá n’avesse avisi..." [...]
Purtroppo una terribile tempesta provoca il naufragio della nave su cui si trovano Odorico e Isabella, che riescono però a gettarsi in mare prima che essa coli a picco. Raggiungono una terra selvaggia che pare deserta. Qui Odorico tenta di violentarla. Isabella grida aiuto: Odorico scappa, ma la ragazza viene fatta prigioniera da una banda di malandrini, intenzionati a venderla: in attesa di ciò essi la chiudono in una grotta ben nascosta sottoterra.
Canto XII
90
Scende la tomba molti gradi al basso,
dove la viva gente sta sepolta.
Era non poco spazïoso il sasso
tagliato a punte di scarpelli in volta;
né di luce dïurna in tutto casso,
ben che l’entrata non ne dava molta:
ma ve ne venía assai da una finestra
che sporgea in un pertugio da man destra.
Isabella rimane in quel luogo orribile per otto mesi: sa che sta per arrivare il momento in cui sarà venduta e perde ogni speranza di rivedere il suo amato Zerbino. Le fa da carceriera una vecchia malvagia di orribile aspetto, Gabrina, che la tormenta continuamente. Casualmente la grotta viene scoperta da Orlando - sempre alla ricerca di Angelica - e Isabella viene liberata: il paladino sgomina i malandrini e costringe Gabrina alla fuga. Ma non è tutto: Orlando è insieme a Zerbino. Tanti eventi sono accaduti durante quegli orribili mesi e il destino ha fatto sì che Orlando potesse riunire i due giovani.
La felicità di Isabella è però destinata ad essere breve: dopo pochi giorni Zerbino, nel tentativo di impedire a Mandricardo, re saraceno dei Tartari, di impadronirsi della spada di Orlando (la famosa Durlindana, che, si dice, appartenesse all'eroe troiano Ettore) viene da costui ferito a morte.
Il dolore di Isabella è immenso, lei non può vivere senza il suo amato Zerbino e medita di uccidersi. La dissuade un vecchio eremita che le suggerisce di convertirsi e farsi suora, così lei potrà mantenere il giuramento che ha fatto a Zerbino, non appartenere a nessun altro uomo e rimanere vergine per lui. 
Lungo il cammino si imbattono in Rodomonte, il crudele re saraceno di Algeri, ancora colmo di ira perché la sua promessa sposa, Doralice, si è lasciata conquistare da Mandricardo. Rodomonte vede Isabella e vuole farla sua: si sbarazza del vecchio eremita e inizia a corteggiarla (per quanto sia forte il suo desiderio, si rifiuta di prenderla con la forza). 
Vedendo minacciata la propria purezza, Isabella escogita un terribile piano. Propone a Rodomonte un patto: lei gli preparerà un liquore che rende invulnerabili ed in cambio lui la lascerà libera. Mentre prepara l'infuso d'erbe, attentamente sorvegliata dal saraceno, lo convince a bere vino, bevanda a lui sconosciuta perché proibita dall'Islam.
Terminata la preparazione Isabella, per dimostrargli di non aver fatto promesse vane, propone a Rodomonte di provare lei per prima l'efficacia del liquore : si cosparge il corpo con l'elisir quindi porge il proprio collo nudo a Rodomonte e lo invita a tagliarle la testa. Rodomonte, ubriaco, prende la spada e la decapita. Isabella muore pronunciando il nome di Zerbino. 
Canto XXIX
[...]
25
Bagnossi, come disse, e lieta porse
all’incauto pagano il collo ignudo,
incauto, e vinto anco dal vino forse,
incontra a cui non vale elmo né scudo.
Quel uom bestial le prestò fede, e scorse
sí con la mano e sí col ferro crudo,
che del bel capo, giá d’Amore albergo,
fe’ tronco rimanere il petto e il tergo.
26
    Quel fe’ tre balzi; e funne udita chiara
voce, ch’uscendo nominò Zerbino,
per cui seguire ella trovò sí rara
via di fuggir di man del Saracino.
Alma, ch’avesti piú la fede cara,
e ’l nome quasi ignoto e peregrino
al tempo nostro, de la castitade,
che la tua vita e la tua verde etade,
27
    vattene in pace, alma beata e bella!
Cosí i miei versi avesson forza, come
ben m’affaticherei con tutta quella
arte che tanto il parlar orna e come,
perché mille e mill’anni e piú, novella
sentisse il mondo del tuo chiaro nome.
Vattene in pace alla superna sede,
e lascia all’altre esempio di tua fede.
Rodomonte rimane sconvolto. In pochi giorni fa costruire un imponente momento funebre nei pressi del fiume Rodano per dare degna sepoltura a Isabella e Zerbino.

## Nella cultura di massa
- L'attrice Tanya Roberts dà volto sia a Isabella che ad Angelica nel film  I paladini: storia d'armi e d'amori.